# بي بو
بي بو (بالإنجليزية: Bi Pu)‏ (16 مايو 1922، غوانزو في الصين - 2016)؛ روائية .